# Чемпионат СССР по боксу 1971
37-й чемпионат СССР по боксу проходил с 17 по 27 марта 1971 года в Казани (Татарстан).

## Медалисты
| Весовая категория                   | Золото                                          | Серебро                                                 | Бронза                                                                                                 |
| ----------------------------------- | ----------------------------------------------- | ------------------------------------------------------- | --- |
| Первый наилегчайший вес (до 48 кг)  | Валерий Стрельников «Буревестник» (Улан-Удэ)    | Анатолий Семёнов «Водник» (Саратов)                     | Изольд Муллаев Вооружённые силы (Ташкент) Владимир Индюков «Зенит» (Казань)                            |
| Второй наилегчайший вес (до 51 кг)  | Виктор Запорожец «Динамо» (Донецк)              | Борис Зориктуев «Буревестник» (Москва)                  | Юрий Фёдоров Вооружённые силы (Ленинград) Г. Торговцев «Динамо» (Калининград)                          |
| Легчайший вес (до 54 кг)            | Александр Мельников «Динамо» (Москва)           | Игорь Кулагин Вооружённые силы (Москва)                 | Анатолий Аров «Буревестник» (Волгоград) Юрий Колычев «Жальгирис» (Каунас)                              |
| Полулёгкий вес (до 57 кг)           | Валериан Соколов «Динамо» (Чебоксары)           | Борис Кузнецов «Трудовые резервы» (Астрахань)           | Александр Андриянов «Локомотив» (Казань) Вераздат Багдасаров «Трудовые резервы» Москва                 |
| Лёгкий вес (до 60 кг)               | Николай Хромов «Трудовые резервы» (Ташкент)     | Абдулла Кадырахунов «Спартак» (Ташкент)                 | Валерий Белоусов Вооружённые силы (Волгоград) Юрий Ерёмин «Динамо» (Ленинград)                         |
| Первый полусредний вес (до 63,5 кг) | Олег Лифанов «Спартак» (Киев)                   | Сурен Казарян «Трудовые резервы» (Ереван)               | Александр Колесников «Трудовые резервы» (Украина) Анатолий Торопов Вооружённые силы (Алма-Ата)         |
| Второй полусредний вес (до 67 кг)   | Абдрашид Абдрахманов «Динамо» (Алма-Ата)        | Анатолий Хохлов «Труд» (Москва)                         | Александр Скороходов «Труд» (Ленинград) В. Новиков «Трудовые резервы» (Харьков)                        |
| Первый средний вес (до 71 кг)       | Олег Толков «Трудовые резервы» (Киев)           | Александр Шипилов Вооружённые силы (Московская область) | Борис Опук «Динамо» (Ленинград) Анатолий Климанов «Авангард» (Жданов)                                  |
| Второй средний вес (до 75 кг)       | Юозас Юоцявичус «Жальгирис» (Каунас)            | Анатолий Панкратов «Трудовые резервы» (Ленинград)       | Руфат Рискиев «Динамо» (Ташкент) Владимир Шабельников Вооружённые силы (Ташкент)                       |
| Полутяжелый вес (до 81 кг)          | Владимир Метелёв «Трудовые резервы» (Львов)     | Николай Анфимов «Спартак» (Самарканд)                   | Мирон Крохмальный «Спартак» (Львов) Виктор Егоров «Динамо» (Ленинград)                                 |
| Тяжёлый вес (свыше 81 кг)           | Владимир Чернышёв «Трудовые резервы» (Оренбург) | Валерий Иняткин «Динамо» (Одесса)                       | Витаутас Бингялис Вооружённые силы (Каунас) Александр Васюшкин «Трудовые резервы» (Московская область) |